# Класифікована інформація

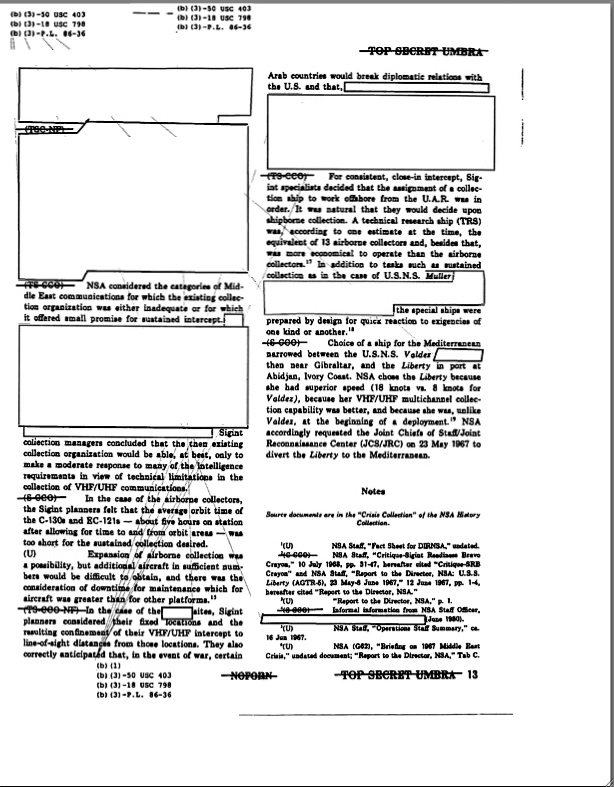
Типовий класифікований документ. 13-а сторінка доповіді АНБ про USS Liberty incident, частково декласифіковану і опубліковану в Липні 2003.

Класифіко́вана інформа́ція — це термін, який використовується у законодавстві країн−членів НАТО відносно частини вразливої інформації.
Термін англ. classified використовується у словосполученнях «класифікована інформація», «класифіковані матеріали», «класифіковані об'єкти» тощо.
З позицій інформаційної безпеки вся інформація у світі поділяється на загальнодоступну і ту, доступ до якої з тих чи інших причин обмежується. В українській національній практиці така інформація має назву «інформація з обмеженим доступом». В англомовній традиції їй відповідає поняття «вразлива інформація» (SENSITIVE), тобто інформація, яка вразлива до загроз, що виникають у зв'язку з несанкціонованим доступом до неї, і тому потребує захисту або хоча б обмеження доступу до неї. Саме таке визначення прийнято в НАТО і країнах − членах Альянсу.

## Етимологія
У вітчизняних джерелах зустрічаються терміни «конфіденційна інформація», «засекречена інформація», «таємна інформація». З позицій етимології «конфіденційний» походить від лат. confidentia − довіра і в сучасній українській мові означає «довірчий, той, що не підлягає розголошенню, секретний». Слово «секрет» походить від фр. secret − «таємниця». Лінгвістичний аналіз свідчить про рівнозначність понять «конфіденційна інформація», «засекречена інформація» та «секретна інформація». Однак, у правовій науці поняття таємниці та конфіденційності не збігаються, бо «секрет» та «таємниця» означає певний правовий режим цієї інформації, а конфіденційність безпосередньо такого режиму не передбачає.

## Співвідношення понять класифікована/конфіденційна інформація
У лінгвістичній практиці існує традиція перекладати термін «класифікована(classified) інформація» як «таємна» або «засекречена» Але коли йдеться про класифіковану інформацію як про об'єкт права, то такий переклад не може вважатися коректним. Коли інформацію в законодавчих актах про захист інформації називають класифікованою, то в першу чергу мають на увазі, що над нею були здійснені певні дії:
- визначено її правовий статус;
- у залежності від ступеню збитків, які можуть виникнути при її розголошенні,
- визначено клас;
- призначені засоби захисту;
- визначено об'єкти та суб'єкти, коло осіб і їх відповідальність.

Тобто інформація уповноваженими особами класифікована, на законних підставах внесена до певного реєстру і саме тому підлягає захисту від розголошення. При цьому мається на увазі, що охорона класифікованої інформації різних рівнів вимагає залучення різних обсягів людських, матеріальних, фінансових ресурсів, які визначаються в залежності від ступеню ризику виникнення певного розміру шкоди. 
Саме з цього витікає категорія «класифікована інформація», тобто така інформація, для охорони якої мають бути залучені ресурси, які залежать від класу інформації, наданого їй у законодавчому порядку.
Таким чином, в основі поняття «класифікована інформація» в НАТО лежить класифікація її за ступенем можливих збитків, що пов'язані з її розголошенням та втратою. Це спонукає до розуміння співмірності збитків та витрат, які пов'язані з охороною інформації, з одного боку, та ризиком виникнення шкоди від її розголошення та втрати — з другого як концептуальну основу інформаційної безпеки в країнах НАТО. Класифікація інформації в усякому разі пов'язана з віднесенням її до певних реєстрів.

## Нормативне регулювання
Основні положення політики безпеки НАТО, в т.ч. щодо класифікованої інформації, викладені у документі СМ(2002)49 «Безпека в межах організації Північноатлантичного договору».

## Ступені безпеки Кл.І.
Згідно з цим документом класифікована інформація має такі ступені безпеки:
- COSMIC TOP SECRET (CTS),
- NATO SECRET (NS),
- NATO CONFIDENTIAL (NC),
- NATO RESTRICTED (NR).

НАТО також захищає некласифіковану, але вразливу інформацію (UNCLASSIFIED BUT Sensitive), для якої не визначено ступеню збитків, пов'язаних з її розголошенням та втратою і яка не належить до таємних реєстрів. Тож її теж слід віднести до інформації з обмеженим доступом. 
Тобто НАТО має п'ять рівнів захисту інформації з обмеженим доступом. Аналіз законодавчих актів країн − членів НАТО свідчить, що у власному внутрішньодержавному законодавстві використовують не більш як три рівні класифікації для інформації, що становить державну таємницю, зараховуючи інформацію з грифом, що відповідає рівню RESTRICTED до розряду офіційної, службової та громадської (public) таємниці.